# Cougar (slang)

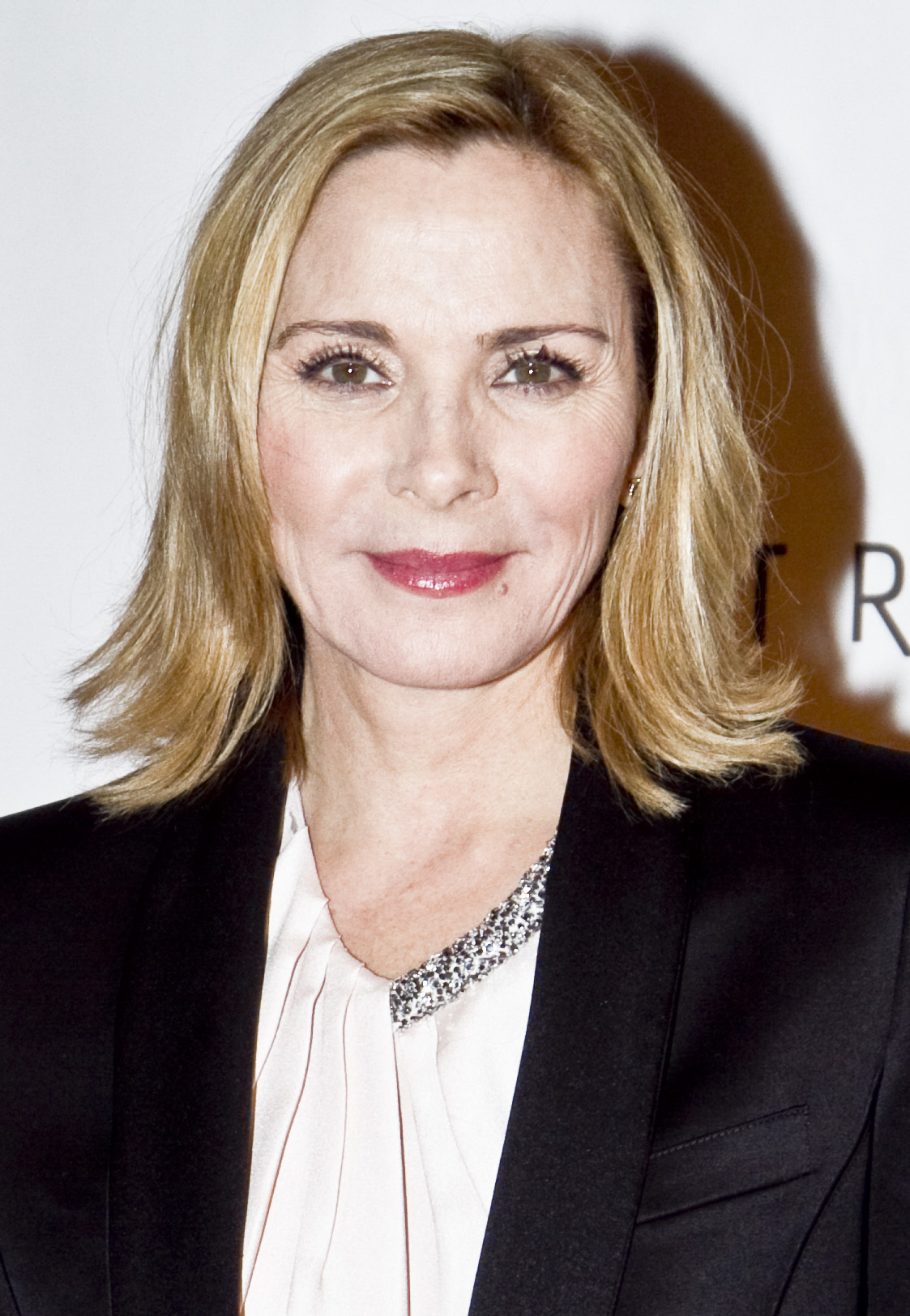
Kim Cattrall interpreta Samantha Jones, personaggio di Sex and the City ed esempio di cougar.

Urban cougar o, più semplicemente cougar (letteralmente "puma", tradotto a volte in italiano con il corrispettivo semantico panterona), è un termine gergale anglo-statunitense volto a definire donne mature che intrattengono rapporti sentimentali o sessuali con uomini notevolmente più giovani.

## Semantica

### Etimologia
L'origine del termine cougar, nel contesto dello slang sessuale, è oggetto di dibattito. Si ritiene che sia stato utilizzato per la prima volta nel Canada occidentale, affermandosi pubblicamente nel 1999 tramite la pubblicazione del sito web di incontri cougardate.com. Un'altra ipotesi attesta la sua nascita a Vancouver come lemma volto a definire spregiativamente quelle donne mature che si recavano di notte nei bar della città con l'intento di sedurre uomini giovani. In ogni caso è negli Stati Uniti d'America che esso ha trovato ampio uso.

### Nomenclatura
La definizione di cougar, data l'origine gergale, non ha parametri definiti e, frequentemente, il suo significato si mescola o si confonde con termini differenti o traduzioni locali (es. panterona in italiano, mujer puma in lingua spagnola, ecc.). Un termine spesso confuso è, ad esempio MILF (o il corrispettivo per persone più anziane GILF) che, però, indica più genericamente, l'attrazione per donne che hanno avuto almeno un figlio: i termini, quindi, sebbene possano sovrapporsi, non sono intercambiabili. Gli individui con cui si relazionano le cougar vengono, invece, definiti con il termine gergale di toyboy (meno frequentemente boy toy o bimbo). Il termine, però, è spesso utilizzato con un'accezione negativa, sottintendendo una scarsa intelligenza a fronte di un aspetto estetico piacevole e/o di un interesse economico.

## Caratteristiche
Con il termine cougar, si indicano, generalmente, donne di età avanzata che instaurano rapporti sentimentali o erotici con individui (solitamente maschi) di età inferiore; inoltre, in linea di massima, la donna deve avere un atteggiamento attivo nella ricerca e nel mantenimento del rapporto. In ragione della natura informale del termine, non è possibile specificare un'età o una differenza di età precisa con cui caratterizzare la cougar e il rispettivo rapporto col partner: in linea generale si inizia a definire la cougar a partire dai 40 anni, sebbene altre fonti abbassino l'età fino ai 30 anni; altri ancora, invece, preferiscono indicare la differenza d'età fra i due partner, differenza che viene quantificata, solitamente, intorno ai 10 anni o più. Non infrequentemente, comunque, il termine viene usato in riferimento a qualsiasi donna che ha un compagno più giovane di lei, senza riferimenti all'età di entrambi.

## Scienza

### Epidemiologia
Uno studio condotto dall'Università metropolitana di Cardiff sulla differenza d'età tra le coppie, in cui venivano analizzate 22 000 donne provenienti da quattordici Paesi, ha rivelato come in maggioranza esse - durante le loro navigazioni sui siti di incontri - non abbiano indicato preferenze per gli uomini più giovani, contraddicendo precedenti studi che sostenevano interpretazioni evolutive: le signore si sono interessate a uomini coetanei o più anziani mentre gli uomini hanno optato per donne più giovani. L'Express, riprendendo questa ricerca, ha osservato che il concetto di cougar "è un mito" e che "il numero delle donne-puma è marginale e limitato principalmente al mondo dello spettacolo".

### Psicologia
La definizione di cougar può essere descritta, dal punto di vista psicologico, come una cronofilia: a seconda dell'età ricercata nel partner più giovane le donne rientrano nell'alveo della efebofilia (14-19 anni) o teleiofilia (20-40 anni); i partner, a loro volta, se v'è attrazione sexuo-romantica (e la relazione non sia basata esclusivamente su situazioni alternative a questa, ad esempio interessi economici), aderiscono alle caratteristiche di mesofilia (età della donna: 40-60 anni) o gerontofilia (donne oltre i 60 anni di età).

### Sociologia
Esiste un'interpretazione femminista del fenomeno sociale delle cougar: alcune donne, autodefinitesi cougar, hanno infatti affermato che si tratta semplicemente di mettere in pratica quello che gli uomini fanno da sempre, cioè cercare compagnia più giovane. Inoltre, la psicoterapeuta Chiara Simonelli ha definito la cougar come "cartina di tornasole della società occidentale e della nuova condizione femminile" in cui anche alle donne è permesso avere partner giovani.

## Cultura popolare
Il concetto di cougar è stato utilizzato molto spesso in spettacoli televisivi, pubblicità, siti web e film, anche pornografici. 

### Cinema
- Il laureato (Mike Nichols, 1967): un giovane di buona famiglia, appena laureato, viene coinvolto in una relazione dalla matura moglie del socio in affari del padre.
- Cougar Club (Christopher Duddy, 2007): commedia che racconta di due giovani laureati che, annoiati dalla vita post-universitaria, aprono un club per incontrare donne più mature.

### Televisione
- Sex and the City (1998-2004): nella serie TV, Kim Cattrall interpreta Samantha Jones, donna quarantenne che intrattiene diversi rapporti con uomini e donne più giovani.
- The Cougar (2009): reality show in cui 20 ragazzi di età compresa fra i 21 e i 29 anni cercano di conquistare l'immobiliarista Stacey Anderson, di 40 anni.
- Cougar Town (2009): la protagonista della serie è Jules, una quarantenne da poco divorziata che intrattiene rapporti con diversi uomini, anche più giovani.
- Extreme Cougar Wives (2012): reality show che segue gli appuntamenti romantici di diverse donne con uomini più giovani.